# جيمس جونز (سياسي أمريكي)
جيمس جونز (بالإنجليزية: James Jones)‏ هو محامي وسياسي أمريكي، ولد في 1769 بماريلند في الولايات المتحدة، وتوفي في 11 يناير 1801 بواشنطن العاصمة في الولايات المتحدة. انتخب عضو مجلس نواب جورجيا وانتخب عضو مجلس النواب الأمريكي.